# Pinsent Masons
Pinsent Masons ist eine internationale Wirtschaftskanzlei mit Sitz in London und weltweit 26 Büros, davon 3 in Deutschland.
Pinsent Masons gehört, gemessen am Umsatz, zu den 20 führenden Kanzleien in Großbritannien und den 100 größten Kanzleien weltweit. Die Kanzlei hat weltweit über 3000 Mitarbeiterinnen und Mitarbeiter, davon ca. 2000 Rechtsanwältinnen und Rechtsanwälte in den verschiedenen Jurisdiktionen.
Im Jahr 2020 wurde die Kanzlei von der Financial Times als "Europe‘s most innovative law firm" ausgezeichnet.
In Deutschland betreibt die Kanzlei 3 Büros in München, Düsseldorf und Frankfurt. Mit ca. 150 Rechtsanwältinnen und Rechtsanwälten und insgesamt ca. 275 Mitarbeiterinnen und Mitarbeitern ist die Kanzlei in Deutschland vor allem tätig in den Sektoren Technology, Life Sciences, Energy, Real Estate und Financial Services.

## Geschichte
Die Wurzeln der Kanzlei reichen zurück bis ins Jahr 1769. Die Kanzlei in ihrer heutigen Form und Größe ist vor allem das Ergebnis verschiedener Fusionen in den letzten 20 Jahren. Zuletzt fusionierten im Jahr 2004 Pinsent und Masons zur heute bestehenden Kanzlei „Pinsent Masons“.
Im Mai 2012 übernahm Pinsent Masons die Kanzlei „McGrigors“, bis zur Übernahme eine der führenden Kanzleien Schottlands. Durch die Übernahme ist Pinsent Masons eine der wenigen Kanzleien, die in allen drei Jurisdiktionen Großbritanniens (England, Schottland und Nordirland) mit Büros präsent ist.
Seit 2012 verstärkte die Kanzlei zudem ihre internationale Präsenz (s. unter Büros).
Im Jahr 2018 wurde die Kanzlei von der führenden Fachzeitschrift "The Lawyer" als "Kanzlei des Jahres" ausgezeichnet.
Im Jahr 2020 wurde die Kanzlei von der Financial Times als "Europe‘s most innovative law firm" ausgezeichnet.
Im Jahr 2022 feiert Pinsent Masons in Deutschland sein 10-jähriges Jubiläum.

## Pinsent Masons Rechtsanwälte Steuerberater Solicitors Partnerschaft mbB
In Deutschland ist Pinsent Masons seit dem 1. Januar 2012 tätig; zunächst unter ‚Pinsent Masons Germany LLP‘ und infolge des Brexit seit dem 1. Januar 2021 unter ‚Pinsent Masons Partnerschaft von Rechtsanwälten mbB‘. Aufgrund der steigenden Nachfrage nach komplexer Steuerberatung erweiterte Pinsent Masons ihre deutsche Steuerrechtspraxis und firmiert seit dem 1. September 2021 als "Pinsent Masons Rechtsanwälte Steuerberater Solicitors Partnerschaft mbB".
Mit Standorten in München (2012), Düsseldorf (2016) und Frankfurt am Main (2019) zählt die Kanzlei ca. 150 Rechtsanwältinnen und Rechtsanwälte und gehört zu den Top-50 Kanzleien in Deutschland.
Die deutsche Praxis bietet hoch spezialisierte Branchenkenntnis und juristische Fachkompetenz in den Sektoren Technology, Life Sciences, Energy, Real Estate und Financial Services und ist als Full-Service-Kanzlei in allen wirtschaftsrechtlichen Bereichen tätig.

## Büros
Pinsent Masons hat weltweit 26 Büros: In Großbritannien (Aberdeen, Belfast, Birmingham, Edinburgh, Glasgow, Leeds, London und Manchester), Deutschland (München, Düsseldorf und Frankfurt am Main), Frankreich (Paris), Spanien (Madrid), Republik Irland (Dublin), den Niederlanden (Amsterdam), Luxemburg, Republik Südafrika (Johannesburg), den Golfstaaten (Dubai und Katar), Asien (Peking, Hongkong, Shanghai und Singapur) und Australien (Melbourne, Perth und Sydney).
Darüber hinaus unterhält die Kanzlei international strategische Partnerschaften und ein globales Netzwerk befreundeter Kanzleien.

## Belege
1. ↑  https://www.pinsentmasons.com/de-de/campaigns/germany-ten/thinking
2. ↑  Juve Top 50